# 부부 독본
부부 독본은 한국에서 제작된 김수용 감독의 1961년 영화이다. 김희갑 등이 주연으로 출연하였고 박응수 등이 제작에 참여하였다.

## 출연

### 주연
- 김희갑
- 이빈화
- 구봉서
- 엄앵란

## 제작진
- 조명: 손영철
- 미술: 임명선